# Nutrocker/The Great Gates of Kiev
Nutrocker/The Great Gates of Kiev è il terzo singolo del gruppo progressive rock inglese Emerson, Lake & Palmer, pubblicato nel 1972 dalla Cotillion (catalogo 45-44151), estratto dall'album Pictures at an Exhibition (1971).

## I brani

### Nutrocker
Nutrocker, presente sul lato A del disco, è la cover dell'omonimo brano dei B. Bumble and the Stingers scritto nel 1962 da Kim Fowley, a sua volta rielaborazione in chiave rock'n'roll della marcia dal balletto-suite Lo schiaccianoci di Čajkovskij. L'arrangiamento degli ELP – piuttosto fedele alla versione di Fowley – è condotto da Keith Emerson al Clavinet (in cambio del pianoforte) e il brano, nonostante la velocità pressoché identica, dura quasi il doppio della versione originale.

### The Great Gates of Kiev
The Great Gates of Kiev è il brano presente sul lato B del disco. Ed è la parte che conclude la rielaborazione dell'opera di Musorgskij, così come l'originale. Greg Lake aggiunge il testo cantato sulla melodia scritta dal compositore 800esco.

## Classifiche
| Classifica (1971) | Posizione massima |
| ----------------- | ----------------- |
| Canada (RPM)      | 48                |
| Giappone (Oricon) | 70                |
| Billboard Hot 100 | 70                |

## Tracce

### Lato A
1. Nutrocker – 4:26 (musica: Kim Fowley, Pëtr Il'ič Čajkovskij; edizioni musicali Ardmore & Beachwood)

### Lato B
1. The Great Gates of Kiev – 6:37 (testo: Greg Lake – musica: Modest Petrovič Musorgskij; edizioni musicali E.G. Music)

## Formazione
- Keith Emerson – tastiere
- Greg Lake – voce[2], basso
- Carl Palmer – batteria